# Tilkoçer

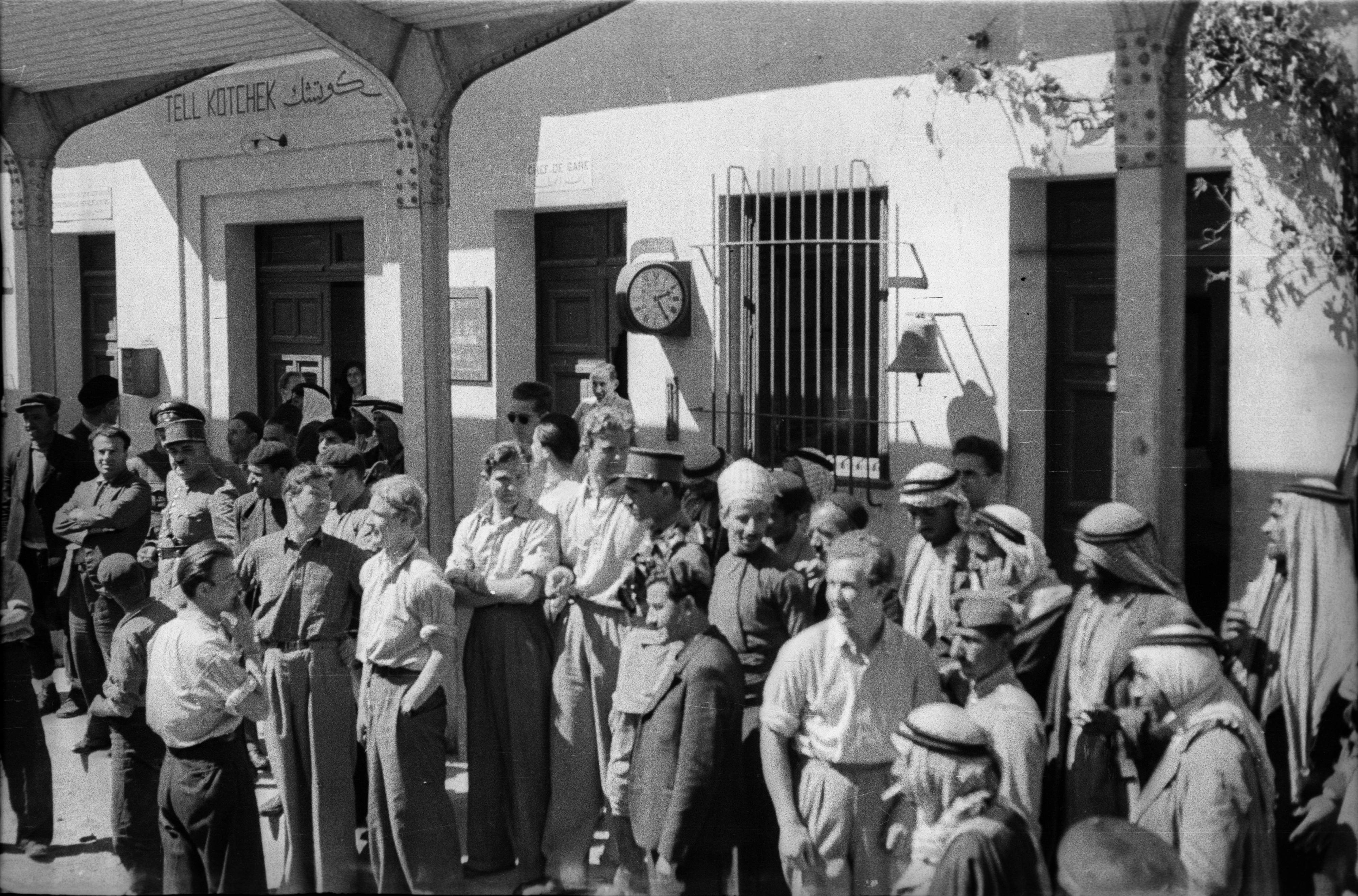
Alemães, Noruegos, servidores públicos coloniaux franco-sírios e demais à estação de Al-Yaarubiyah, 1940.

Al-Yaarubiyah (em árabe: اليعربية) é uma cidade em Síria. Segundo o Despacho central dos estatísticos de Síria (CBS), Al-Yaarubiyah contava 6066 habitantes durante o censo de 2004. É o centro administrativo de um anaia (subdistrito) composto de 62 localidades com uma população combinada de 39 459 em 2004.
Sua população tem composto principalmente árabes da tribo Shammar. Durante a guerra civil síria, a cidade tem passado primeiramente baixo o controle dos rebeldes djihadistes, (em Frente al-Nosra e o Estado islâmico), mas tem sido depois capturada pelas Unidades de Proteção Popular (YPG).

## Posto fronteiriço
A cidade era o posto fronteiriço entre o mandato Francês da Síria e do Líbano e o mandato Britânico da Mesopotâmia após a primeira guerra mundial e tinha uma estação sobre o caminho de ferro Berlim-Bagdá. 